# گزنه سفید ساقه‌آغوش
گزنه سفید ساقه‌آغوش (نام علمی: Lamium amplexicaule) نام یک گونه از تیره نعناعیان است.